# ISR Racing
 (janvier 2018).
Si vous disposez d'ouvrages ou d'articles de référence ou si vous connaissez des sites web de qualité traitant du thème abordé ici, merci de compléter l'article en donnant les références utiles à sa vérifiabilité et en les liant à la section « Notes et références ».
Pour les articles homonymes, voir ISR.

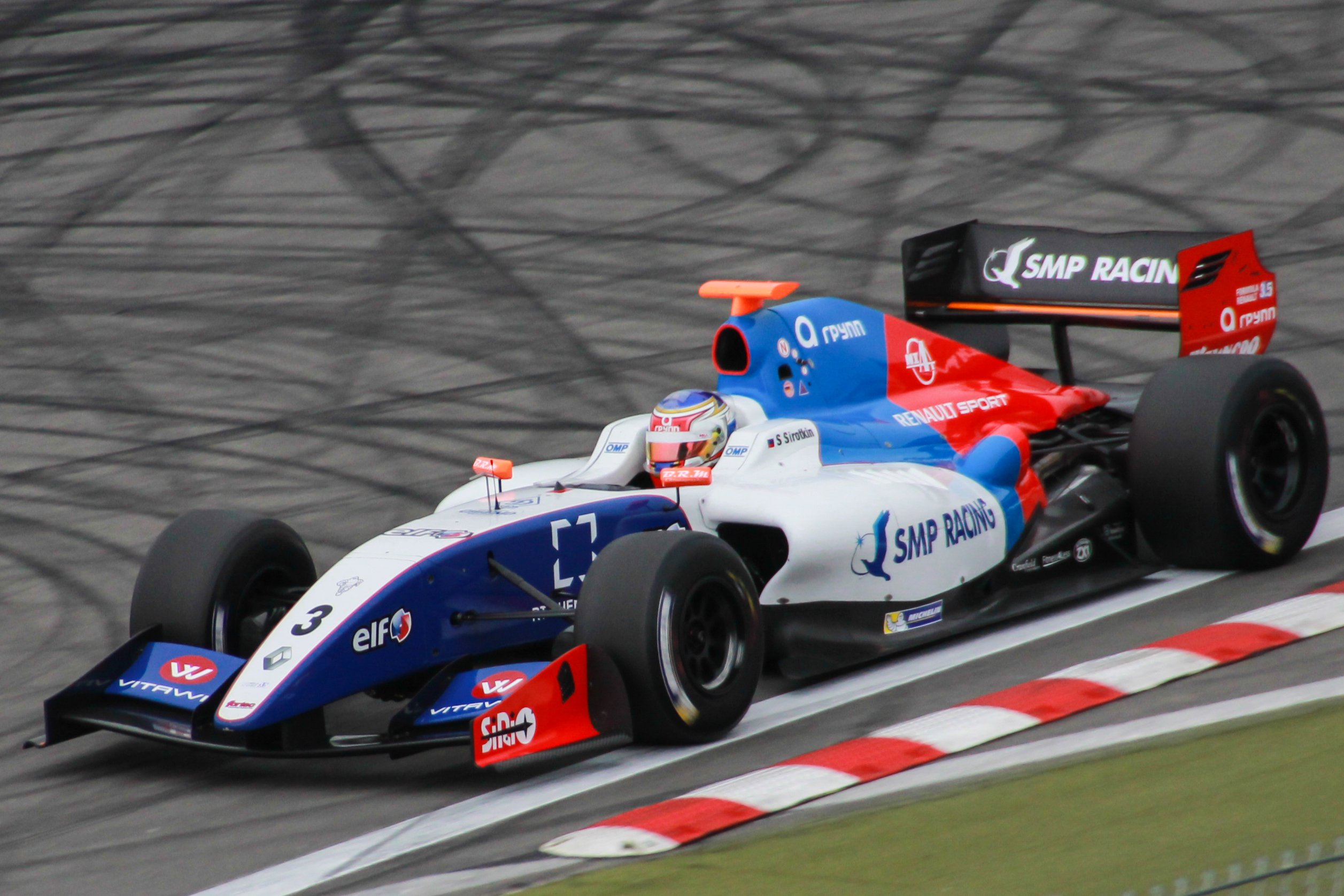
Sergey Sirotkin (2013)

ISR Racing est une écurie de sport automobile tchèque. Elle a été fondée par Igor Salaquarda en 1993. Elle a participé aux championnats de Formula Renault 3.5 Series et Euro Series de Formule 3, ainsi qu'a la Coupe d'Allemagne de Formule 3, au Championnat de Formule 3000 et en Formule BMW

## Résultats en Formula Renault 3.5
| Saison | Voiture         | Pilotes             | GP disputés | Victoires | Pole positions | Records du tour | Podiums | Points inscrits | Classement pilote | Classement équipe |
| ------ | --------------- | ------------------- | ----------- | --------- | -------------- | --------------- | ------- | --------------- | ----------------- | ----------------- |
| 2010   | Dallara-Renault | Esteban Guerrieri   | 13          | 6         | 3              | 4               | 8       | 123             | 3e                | 2e                |
| 2010   | Dallara-Renault | Alexander Rossi     | 1           | 0         | 0              | 0               | 0       | 0               | Non classé        | 2e                |
| 2010   | Dallara-Renault | Filip Salaquarda    | 14          | 0         | 2              | 0               | 2       | 44              | 11e               | 2e                |
| 2011   | Dallara-Renault | Lewis Williamson    | 4           | 0         | 0              | 0               | 0       | 0               | Non classé        | 3e                |
| 2011   | Dallara-Renault | Daniel Ricciardo    | 12          | 1         | 2              | 3               | 6       | 144             | 5e                | 3e                |
| 2011   | Dallara-Renault | Nathanaël Berthon   | 17          | 0         | 0              | 0               | 1       | 37              | 13e               | 3e                |
| 2012   | Dallara-Zytek   | Sam Bird            | 17          | 2         | 1              | 0               | 7       | 179             | 3e                | 4e                |
| 2012   | Dallara-Zytek   | Jake Rosenzweig     | 17          | 0         | 0              | 0               | 0       | 8               | 21e               | 4e                |
| 2013   | Dallara-Zytek   | Sergey Sirotkin     | 16          | 0         | 0              | 0               | 2       | 61              | 9e                | 8e                |
| 2013   | Dallara-Zytek   | Christopher Zanella | 17          | 0         | 0              | 0               | 1       | 25              | 16e               | 8e                |
| 2014   | Dallara-Zytek   | Jazeman Jaafar      | 17          | 0         | 0              | 0               | 2       | 73              | 10e               | 8e                |

## Résultats en Formule 3 Euro Series
| Saison | Voiture      | Pilotes          | GP disputés | Victoires | Pole positions | Records du tour | Podiums | Points inscrits | Classement pilote | Classement équipe |
| ------ | ------------ | ---------------- | ----------- | --------- | -------------- | --------------- | ------- | --------------- | ----------------- | ----------------- |
| 2005   | Dallara-Opel | Filip Salaquarda | 20          | 0         | 0              | 0               | 0       | 0               | Non classé        | Non classé        |
| 2006   | Dallara-Opel | Filip Salaquarda | 20          | 0         | 0              | 0               | 0       | 0               | Non classé        | Non classé        |

## Résultats en Formule 3000
| Saison | Voiture    | Pilotes           | GP disputés | Victoires | Pole positions | Records du tour | Podiums | Points inscrits | Classement pilote | Classement équipe |
| ------ | ---------- | ----------------- | ----------- | --------- | -------------- | --------------- | ------- | --------------- | ----------------- | ----------------- |
| 2002   | Lola-Zytek | Jaroslav Janiš    | 9           | 2         | 3              | 3               | 4       | 36              | 3e                | 2e                |
| 2002   | Lola-Zytek | Juliano Moro      | 4           | 0         | 0              | 0               | 0       | 0               | Non classé        | 2e                |
| 2002   | Lola-Zytek | Yannick Schroeder | 5           | 0         | 0              | 0               | 0       | 13              | 12e               | 2e                |
| 2003   | Lola-Zytek | Jaroslav Janiš    | 9           | 0         | 0              | 0               | 0       | 20              | 7e                | 6e                |
| 2003   | Lola-Zytek | Yannick Schroeder | 8           | 0         | 0              | 0               | 2       | 13              | 12e               | 6e                |

## Résultats en Formule BMW
| Saison | Voiture    | Pilotes          | GP disputés | Victoires | Pole positions | Records du tour | Podiums | Points inscrits | Classement pilote | Classement équipe |
| ------ | ---------- | ---------------- | ----------- | --------- | -------------- | --------------- | ------- | --------------- | ----------------- | ----------------- |
| 2002   | Mygale-BMW | Filip Salaquarda | 17          | 0         | 0              | 0               | 0       | 3               | 21e               | 15e               |
| 2002   | Mygale-BMW | Tomáš Kostka     | 12          | 0         | 0              | 0               | 0       | 0               | Non classé        | 15e               |
| 2002   | Mygale-BMW | Marek Novotny    | 11          | 0         | 0              | 0               | 0       | 0               | Non classé        | 15e               |
| 2003   | Mygale-BMW | Filip Salaquarda | 20          | 0         | 0              | 0               | 1       | 49              | 13e               | 9e                |
| 2003   | Mygale-BMW | Jan Charouz      | 2           | 0         | 0              | 0               | 0       | 0               | Non classé        | 9e                |